# Focke-Wulf Fw 191
Focke-Wulf Fw 191 byl prototyp německého bombardéru z období druhé světové války.
Byl projektován podle specifikací Luftwaffe z roku 1939, na výkonný střední bombardér. Vývoj typu se nepodařil především pro potíže s pohonnou jednotkou. Podle projektu měl být letoun schopen dosáhnout rychlosti až 600 km/h s nákladem 4000 kg pum a mít dolet dostatečný k bombardování jakéhokoliv místa v Anglii (ze základen ve Francii a Norsku). Letoun poháněly dva motory Junkers Jumo 222 o výkonu 2200 k. Jejich vývoj ale provázely neustálé problémy a vedly ke skončení projektu po postavení tří prototypů.
Fw 191 pokračoval v obvyklé německé koncepci s veškerou posádkou soustředěnou v jedné kabině na přídi letounu. Výzbroj se skládala z kulometu MG 81 v přední věži, dvou kulometů a kanónu MG 151 v dálkově ovládané hřbetní věži a dalších dvou kulometů a 20mm kanónu ve spodní věži. Jeden až dva MG 81 byly také v koncích motorových gondol. Letoun měl zabudovánu pumovnici. Byly postaveny jen tři prototypy, označené V1, V2 a V6.

## Vznik a vývoj
V červenci roku 1939 začalo RLM (říšské ministerstvo letectví) hledat návrhy na výškový střední bombardér (program "Bomber B"). Měl mít maximální rychlost 600 km/h a unést náklad 4 000 kg pum do jakékoliv části Spojeného království ze základen v Norsku nebo ve Francii. Kromě toho měl mít nový bombardér přetlakové prostory pro posádku, dálkově ovládanou výzbroj a měl využívat dva z nových motorů o výkonu 500 koňských sil (Jumo 222 nebo Daimler-Benz DB 604). Arado, Dornier, Focke-Wulf a Junkers předložily své návrhy. Arado Ar E340 byl zamítnut, Dornier Do 317 byl brán jako druhořadý a Junkers Ju 288 a Focke-Wulf Fw 191 byly vybrány pro další vývoj.
Inženýr E. Kösel, který pracoval také na průzkumném letadle Focke-Wulf Fw 189, měl vést vývoj Fw 191. Fw 191 byl celokovové konstrukce a měl dva motory Jumo 222 (které vypadaly slibnější než Daimler Benz DB 604). Zajímavostí byla Multhopp-Klappe - důmyslná kombinace přistávací klapky a aerodynamické brzdy, která brzdila při střemhlavém letu, vyvinutá Hansem Multhoppem. Veškeré palivo bylo v pěti nádržích umístěno kolem pumovnice a ve dvou nádržích v centroplánu, mezi motory a trupem.
Ocasní plochy měly dvojitou SOP. Hlavní podvozek se zasouval směrem dozadu pod motory, zatímco ostruhové kolo se zasouvalo směrem dopředu do trupu. Čtyřčlenná posádka měla přetlakový kokpit pro operace ve velkých výškách a navigátor měl k dispozici kupoli z plexiskla, kterou mohl používat i operátor řídící zbraně.
Fw 191 následoval trend Luftwaffe umísťování posádky do přední části letadla. Navrhovaná výzbroj se skládala z jednoho kanónu MG 151 ve věži na hřbetě a druhého ve věži na spodní části trupu, dva kulomety MG 81 v bočních věžích a další dva v dálkově ovládaných gondolách v zadní části motorů. U prototypů se výzbroj montovala v různých kombinacích. Letadlo mělo vnitřní pumovnici, ale mohlo nést i přídavné pumy nebo torpéda ve vnějších závěsech mezi motory a trupem.

## Konec projektu

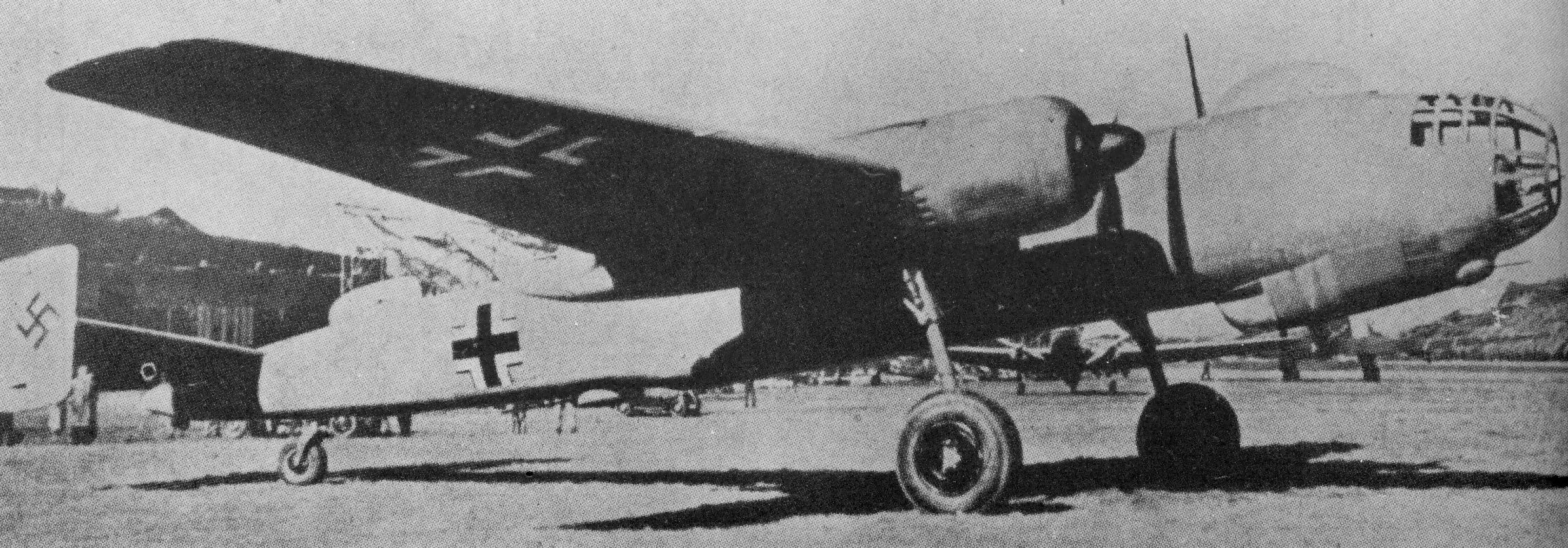
Jiný pohled na Fw 191

Použití velkého množství elektromotorů vedlo k zavedení přezdívky "Das Fliegende Kraftwerk" ("létající elektrárna"). To však mělo nežádoucí vliv na zatížení rámu a také způsobovalo, že i jen jediný zásah do generátoru by způsobil vyřazení všech systémů a tím zřícení letadla.
Inženýr Melhorn poprvé vzlétl s Ju 191 V1 počátkem roku 1942 s okamžitými problémy. Motory Jumo 222 nebyly včas připraveny pro první testy (jejich vývoj byl značně komplikovaný, protože pro ně bylo třeba shánět speciální kovy) a musely být nahrazeny hvězdicovými motory BMW 801MA o výkonu 1 600 koní. To mělo za následek výrazné snížení výkonu Fw 191 V1. Další překvapivý problém vzešel z Multhopp - Klappe - nastaly problémy se stabilitou a vibracemi, což znamenalo, že je třeba návrh přepracovat. A to stroj zatím neměl žádnou výzbroj ani náklad.
Po skončení letových zkoušek byla dokončena i Fw 191 V2, která však celkem nalétala pouhých 10 hodin. Motory Junkers Jumo 222 se ukázaly jako problémové. Další problém vznikl, když RLM naléhalo, aby všechny systémy byly aktivovány mechanicky nebo hydraulikou. Nařídilo předělat stroj a odstranit elektrické motory (měly být nahrazeny standardními), takže od výroby prototypů V3 , V4 a V5 bylo upuštěno.
Nakonec byly postaveny pouze tři prototypy - V1, V2 a V6. Prototyp V6 byl upraven podle nových požadavků a byl také vybaven speciálně upravenými motory Junkers Jumo 222 o výkonu 2 200 koní. První let se uskutečnil v prosinci roku 1942 s kapitánem Hansem Sanderem. Ačkoli V6 létala lépe, motory stále nepodávaly takové výkony, jaké se od nich očekávaly. Prototyp V6 se měl stát prototypem sériové výroby Fw 191A.
Jelikož motory Junkers Jumo 222 měly stále problémy (A Daimler Benz DB 604 nebyly použity) objevil se nový návrh - Fw 191B. Prototypy V7 až V12 nebyly postaveny, protože se upřednostnila V13 s párem motorů Daimler Benz DB 606 nebo 610, které byly sestrojeny na základě DB 601 nebo 605. Měly nižší hmotnost, ale i tak se musela zredukovat hmotnost výzbroje a zmenšit pumový náklad. Byla odstraněna věž na břiše a ostatní byly předělány tak, aby se ovládaly ručně. Plánovalo se postavit 5 takových prototypů, V14 až V18, ale k tomu již nedošlo .
Konečný pokus zachránit program Fw 191 byl návrh Fw 191C, čtyřmotorového letadla, používajícího motory Junkers Jumo 211F o výkonu 1 340 koní nebo Daimler-Benz DB 601E o výkonu 1 300 koňských sil nebo DB 605A o výkonu 1 475 koňských sil. Při této verzi se nepočítalo s přetlakovou kabinou a dálkově ovládanými zbraněmi a pod ocasem měla být umístěna ještě jedna střelecká věž. Program "Bomber B" byl však nakonec zastaven hlavně proto, že motory s výkonem 2 500 koní přestávaly být dostupné a motor s takovým výkonem byl hlavním požadavkem projektu.

## Specifikace

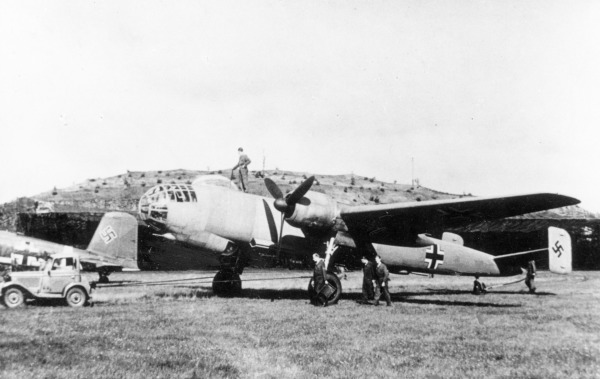
Fw 191 V1

### Technické údaje
- Osádka:
- Rozpětí: 25 m
- Délka: 18,45 m
- Výška: 4,80 m
- Nosná plocha: 70,5 m²
- Hmotnost prázdného letounu: 11 970 kg
- Vzletová hmotnost: 19 575 kg
- Pohonná jednotka: 2 × kapalinou chlazený čtyřiadvacetiválec Junkers Jumo 222
- Výkon pohonné jednotky: 2200 k (1641 kW)

### Výkony
- Maximální rychlost: 620 km/h ve výšce 6350 m
- Dostup: 9700 m
- Stoupavost: 366 m/min
- Dolet: 3600 km

### Výzbroj
- 4 × 7,92mm kulomet MG 81
- 4 × 13mm kulomet MG 131
- 2 × 20mm kanón MG 151/20